# Mette-Line Erhardsen
Mette-Line Erhardsen (født: 27. juni 1968) er en dansk barneskuespiller som medvirkede som borgmesterens datter Mette i Børnenes U-landskalender Jul i Gammelby på DR 1979.
Mette-Line Erhardsen er datter af skuespillerparret Aksel Erhardsen og Lone Rode samt  søster til Mads Ole Erhardsen. Hun er uddannet som lægesekretær.